# Línia evolutiva de Slakoth
Aquesta línia evolutiva de Pokémon inclou Slakoth, Vigoroth i Slaking.

## Slakoth
Slakoth és una de les espècies que apareixen a la franquícia Pokémon, una sèrie de videojocs, anime, mangues, llibres, cartes col·leccionables i altres mitjans que va ser inventada per Satoshi Tajiri i ha generat milers de milions de dòlars en beneficis per a Nintendo i Game Freak. És de tipus normal i evoluciona a Vigoroth.

## Vigoroth
Vigoroth és una de les espècies que apareixen a la franquícia Pokémon, una sèrie de videojocs, anime, mangues, llibres, cartes col·leccionables i altres mitjans que va ser inventada per Satoshi Tajiri i ha generat milers de milions de dòlars en beneficis per a Nintendo i Game Freak. És de tipus normal. Evoluciona de Slakoth i evoluciona a Slaking.
Aquesta línia evolutiva de Pokémon inclou Slakoth, Vigoroth i Slaking.

## Slaking
Slaking és una de les espècies que apareixen a la franquícia Pokémon, una sèrie de videojocs, anime, mangues, llibres, cartes col·leccionables i altres mitjans que va ser inventada per Satoshi Tajiri i ha generat milers de milions de dòlars en beneficis per a Nintendo i Game Freak. És de tipus normal i evoluciona de Vigoroth.